# جواو بيدرو مينديز سيلفا
جواو بيدرو مينديز سيلفا (27 يوليو 1989 بفيزيلا في البرتغال - ) هو لاعب كرة قدم برتغالي في مركز الدفاع. لعب مع نادي فيزيلا.

## وصلات خارجية
- جواو بيدرو مينديز سيلفا على موقع قاعدة بيانات كرة القدم.إي يو (الإنجليزية)